# Deltai Károly
Deltai Károly (Budapest, 1966. –) vizuális-kommunikációs szakember, 2010 óta Telki polgármestere.

## Életpályája
Pályáját alkalmazott grafikával, illusztrációval kezdte. Multinacionális kommunikációs ügynökségek vezető beosztású kreatív posztjai után saját ügynökséget és produkciós irodát indított. 1989-óta foglalkozik mozgóképpel. Experimentális rövidfilmek és animációk után reklámmal és videóklippel foglalkozott. Író, szakújságíró, előadásokat, workshopokat tart, tanít. 2010 óta Telki független polgármestere.